# Senilità (romanzo)
Senilità è il secondo romanzo di Italo Svevo, pubblicato a Trieste nel 1898. Il protagonista del romanzo è Emilio Brentani, un uomo inetto, irresoluto, lacerato tra la brama di amore e piacere e il rimpianto per non averli goduti. Svevo affronta il problema dell'inettitudine, dell'incapacità da parte del protagonista di gestire la propria vita interiore e sentimentale. L'indecisione, l'inerzia con cui Emilio affronta le vicende della sua vita lo portano a chiudersi nei suoi ricordi, in uno stato di torpore o vecchiaia spirituale, al quale allude il titolo Senilità.
Nel 1962 ne fu tratto l'omonimo film, diretto da Mauro Bolognini, con Anthony Franciosa, Claudia Cardinale, Betsy Blair, Philippe Leroy.

## Genesi e revisione del romanzo
Scritto fra il 1896 e il '97 col titolo provvisorio Il Carnevale di Emilio, fu pubblicato con il titolo definitivo sul quotidiano irredentista triestino «L'Indipendente» come romanzo d'appendice cioè collocato in prima pagina nel taglio basso. Uscì in 79 puntate, pubblicate dal 15 giugno al 16 settembre 1898, ma pieno di refusi. Snobbato dalla critica, venne recensito solo dal quotidiano socialista triestino «Il Lavoratore», sul numero del 13 ottobre 1898. Alla fine dello stesso anno apparve con modifiche - e i refusi solo parzialmente corretti - in volume presso l'editore-libraio Ettore Vram, a spese dell'Autore, in mille copie. Nel Profilo autobiografico, apparso postumo nel 1929, Svevo dichiarava: «il libro non fu pensato per essere pubblicato», anche perché a Trieste la vicenda raccontata nel romanzo era molto nota. Il manoscritto è andato disperso. Al suo apparire, il romanzo non riscosse nessun successo.

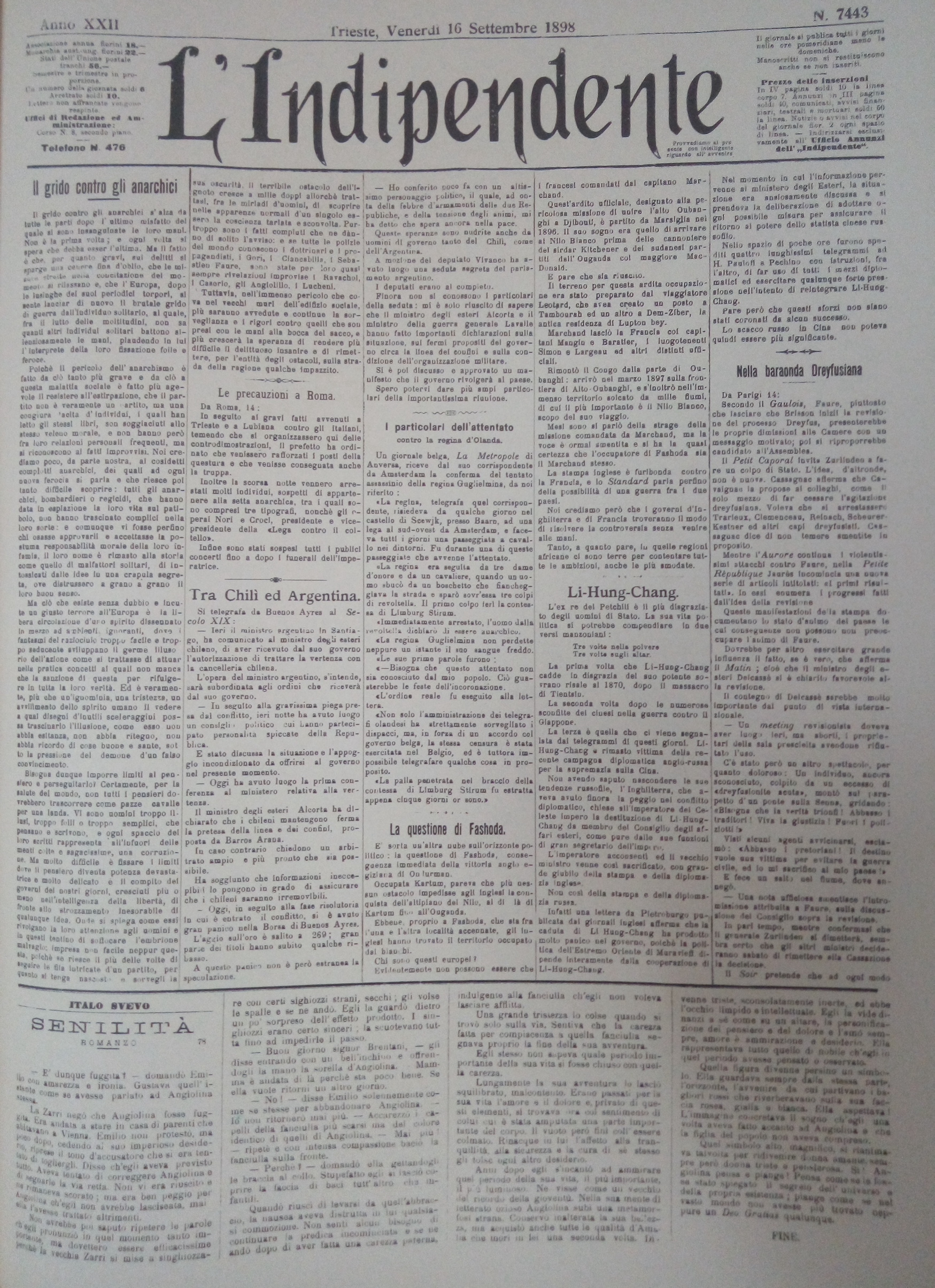
La 79ª e ultima puntata del romanzo, pubblicato a puntate nel 1898 sul quotidiano triestino L'Indipendente.

Solo nel 1927, Svevo - desideroso di ripubblicare l'opera ma conscio della necessità di modifiche - ne pubblicò, dopo i rifiuti dei più importanti editori italiani (Fratelli Treves, Mondadori, Cappelli; e poi Treves-Zanichelli e Bemporad), una seconda edizione profondamente riveduta, per la quale egli si affidò principalmente a Marino de Szombathely e, probabilmente, anche al genero Antonio Fonda Savio.
Studiando le varianti tra la prima e la seconda edizione, Giacomo Devoto individuò «unilateralità e deficienze» nella revisione, condizionata dalla rassegnazione di Svevo alle critiche ricevute. Pertanto, le correzioni avrebbero comportato un «aumento di letterarietà, talora preziosa».

## Trama
Emilio Brentani è un impiegato di un'assicurazione: conduce una modesta esistenza in un appartamento di Trieste condiviso con la sorella Amalia, la quale, non avendo molti rapporti con il mondo esterno, si limita a mantenerlo.
Accade un giorno che Emilio conosce Angiolina, di cui si innamora, e ciò lo porta a trascurare la sorella e l'amico Stefano Balli, che compensa i pochi riconoscimenti artistici con i successi con le donne. Emilio tenta di fare capire ad Angiolina che la relazione tra i due sarà subordinata ai doveri di lui, come quello nei confronti della propria famiglia. Non è in grado di rendersi conto che in realtà sarà Angiolina ad avere il coltello dalla parte del manico, ad investire meno sentimenti e a soffrire di meno a causa di questa relazione non ufficiale.
Stefano non crede nell'amore e cerca di convincere Emilio a divertirsi con Angiolina, che ha del resto una pessima fama a Trieste. Emilio finisce invece per aprire il cuore a questa donna, arrivando anche a trascurare gli avvertimenti degli amici:  infatti Angiolina non lo ricambia, e anzi inizia a mostrare un certo interesse per un ombrellaio e per lo stesso Stefano Balli. Del resto, come indicato nell'incipit del romanzo, l'accordo desiderato dal Brentani era quello di un legame senza impegni.
Stefano, dal canto suo, comincia a frequentare casa Brentani con maggiore continuità. Per ironia del destino Amalia finisce per innamorarsi di Stefano. Il suo fascino maschile fa quindi colpo su entrambe le protagoniste femminili. Emilio, geloso della sorella, allontana Stefano, mentre Amalia comincia a drogarsi con l'etere, finché non si ammala di polmonite (questo atteggiamento di Amalia nei confronti della vita si avvicina decisamente al suicidio di Alfonso Nitti, protagonista del romanzo d'esordio Una vita). La malattia la condurrà alla morte.

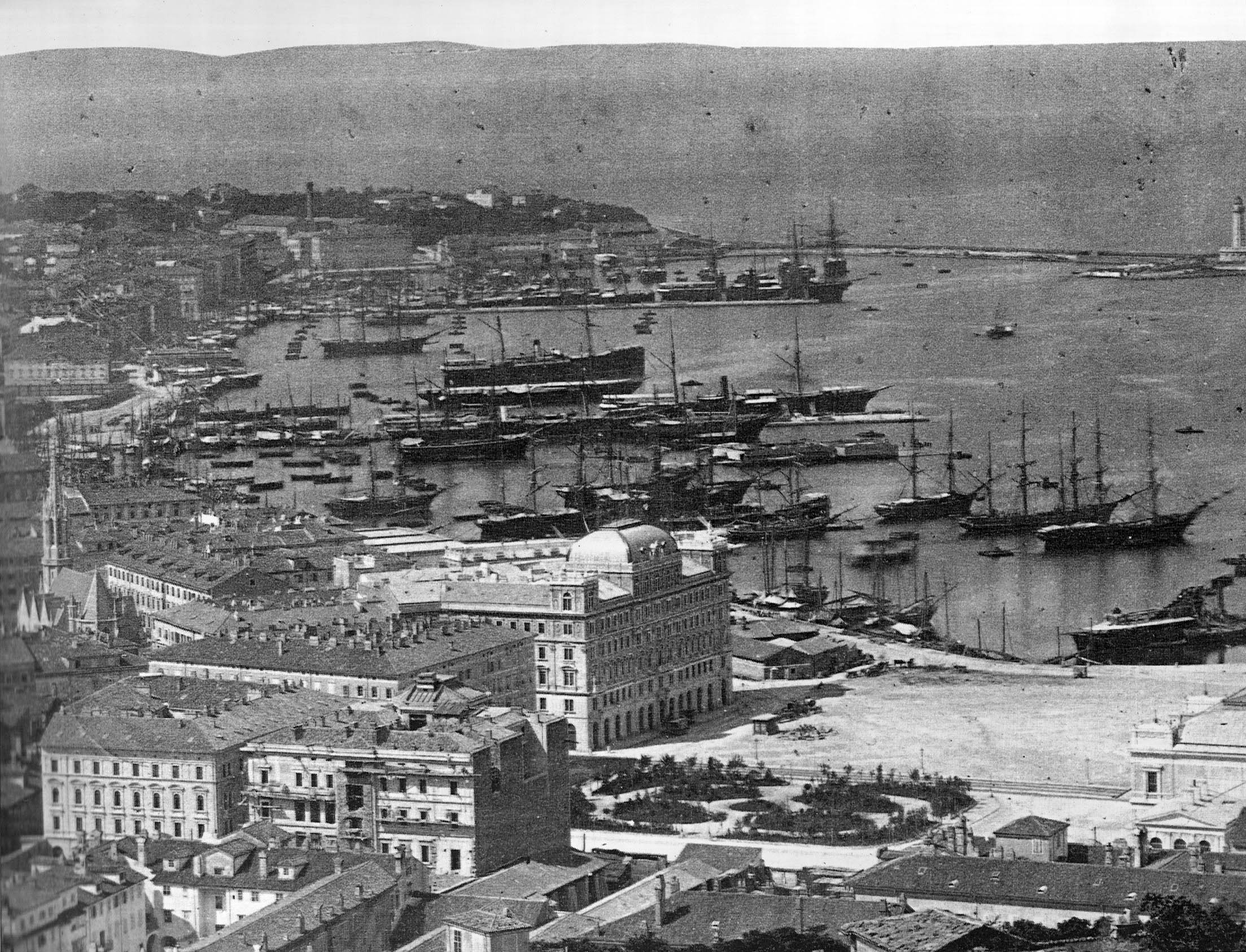
Trieste verso la fine del secolo XIX

Emilio smette di frequentare Angiolina, pur amandola, e si allontana da Stefano Balli. Viene poi a sapere che Angiolina è fuggita con il cassiere di una banca, per poi recarsi nella capitale dell'Impero, Vienna. Il romanzo si conclude con un'immagine significativa: anni dopo, nel ricordo, Emilio vede le due donne idealizzate secondo i propri desideri e fuse in una singola persona, con l'aspetto dell'amata e il carattere della sorella.

## Personaggi
Quest'opera può essere definita un "romanzo quadrangolare" per la presenza di quattro personaggi e per i rapporti intercorrenti fra di loro.
- Emilio Brentani, 35 anni, è un intellettuale triestino fallito, perso nel ricordo della piccola gloria di aver scritto un romanzo. Lavora come impiegato in una compagnia di assicurazioni. Si tratta di una persona spesso poco conscia dei propri limiti, costretta dal destino ad accettare un ruolo inferiore a quello desiderato. La sua indolenza, da definire come inettitudine, lo colloca continuamente dalla parte dei perdenti.
- Amalia Brentani, sorella di Emilio, ne rispecchia in tutto e per tutto mali e debolezze; del resto, il suo nome si trova in un significativo rapporto di consonanza con quello del fratello (aMaLIa vs. eMiLIo).[5]
- Stefano Balli, scultore: a detta di Emilio, di cui è il migliore amico, si tratta di un suo alter ego, di un altro io. È vero che i due passano molto tempo insieme, ma in realtà Balli è una persona assai diversa da Emilio: di personalità forte, Stefano si distingue chiaramente dal suo amico per la sua efficienza ed energia.
- Angiolina Zarri: Angiolina, l'amante di Emilio, è una persona esuberante, con una vita sentimentale movimentata. Tra tutti i personaggi, è l'unico capace di realizzare un vero e proprio sviluppo personale, senza porsi troppi scrupoli. Nel romanzo, comunque, i progetti di Angiolina sono descritti soprattutto dalla prospettiva del Brentani e della sua inettitudine. Insieme al Balli, costituisce il polo "sano" del quartetto di protagonisti.

## Tecnica narrativa
Quanto alla tecnica narrativa, il narratore è esterno (terza persona) con interpretazione ironica delle parole del protagonista. Il punto di vista è interno al protagonista e emerge attraverso il discorso indiretto libero. Il tempo segue l'ordine cronologico della vita del protagonista.
Negativo è il parere sulla scrittura da parte di Giuseppe Prezzolini, secondo cui «la lingua italiana di Svevo lascia molto a desiderare (si vedano le prime edizioni di Senilità e de La coscienza di Zeno, non le altre, corrette)». Questo va in ogni caso inquadrato nell'ottica di un autore che si serve, nella vita quotidiana, soprattutto del triestino e del tedesco, tanto che nei suoi romanzi la lingua italiana viene talvolta indicata semplicemente come il toscano.

## Lettura del romanzo
Molto apprezzato da James Joyce, che si prodigò per una buona riuscita della seconda edizione, il romanzo si avvicina allo stile dello scrittore irlandese, dato che è essenzialmente introspettivo e mira a mettere in luce la vita interiore di Emilio.
È percorso da una certa ironia dell'autore nei confronti della figura principale, Brentani, nel quale Svevo in parte identifica la propria personalità. L'inettitudine di Brentani è infatti spietatamente messa a nudo dal narratore, che considera il protagonista come persona in un certo senso malata e, infine, senile. Il lettore viene coinvolto in questa complicità con il narratore, e riconosce subito i limiti e l'inadeguatezza di Emilio. Il personaggio di Angiolina è opposto a quello del Brentani: lungi da riflessioni esistenziali e da scrupoli di qualsiasi natura, Angiolina sfrutta le occasioni che le si pongono per progredire e godere di vantaggi sempre nuovi. La sua figura si evolve agli occhi di Brentani, il quale cerca dapprima di considerarla come un angelo, cercando di darle l'improbabile soprannome di "Ange"; più tardi, la ragazza verrà però chiamata addirittura "Giolona" dal Balli a causa della sua statura. Il cambio di nome del personaggio ne mette bene in evidenza la graduale affermazione. Vale il discorso opposto per Amalia, il vero e proprio alter ego di Emilio, votato a consumarsi lentamente.
La morte della sorella lascia intuire che l'esistenza del protagonista è in pericolo e che è necessaria una presa di coscienza per evitarne un decadimento dei più vergognosi, come quello riservato al protagonista del romanzo precedente (la morte); un destino cui Emilio finisce per sottrarsi, seppure a stento. La presa di coscienza di cui si avverte la mancanza in Senilità verrà esaurientemente descritta nel romanzo successivo, La coscienza di Zeno.
Il romanzo, rappresentazione delle contraddizioni e delle frustrazioni dell'intellettuale piccolo-borghese, vede i personaggi divisi fra "lottatori" e "contemplatori", in base al modello in cui il filosofo Schopenhauer aveva diviso l'umanità. Secondo quanto scrive il filosofo di Danzica, i "lottatori" combattono per l'affermazione di sé e si oppongono con forza ed audacia alla Volontà che governa ciecamente la vita; i "contemplatori" invece sono inetti a vivere, deboli e "malati", rinunciano alla lotta e si rifugiano nella malinconia. Stefano, energico, aggressivo e donnaiolo, ed Angiolina, sensuale e priva di regole morali, sono due "lottatori"; Emilio, caratterizzato da inettitudine morale e prudenza verso il piacere (senilità, inerzia mentale e sentimentale), ed Amalia, con desiderio impotente di trasgressione, sono "contemplatori".

## Edizioni
- Senilità. Romanzo, Trieste, Libreria Editrice Ettore Vram, 1898.
- Senilità. Romanzo, con una Prefazione dell'Autore, II ed. riveduta, Milano, Giuseppe Morreale Editore, 1927.
- Senilità, in Romanzi, a cura di Pietro Sarzana, introduzione di Franco Gavazzeni, I Meridiani, Milano, Arnoldo Mondadori editore, 1985, ISBN 88-04-24608-1.
- Senilità, a cura di Pietro Sarzana, Classici italiani commentati, Milano, Edizioni scolastiche Bruno Mondadori, 1995, ISBN 88-424-3081-1.
- Senilità, a cura e con postfazione di Giuseppe Leonelli, Collana I Classici Classici, Milano, Frassinelli, 1995, ISBN 978-88-768-4325-9.
- Senilità, con saggio critico di Cristina Benussi e perizia grafologica di Rosalba Trevisani, Empoli, Ibiskos editrice, 2003, ISBN 88-7519-040-2 (Riproduzione facsimilare di un esemplare postillato dall'autore dell'edizione Trieste, Libreria editrice Ettore Vram, 1898).
- Senilità, a cura di Flavio Catenazzi, Milano, Mimesis, 2015, ISBN 978-88-575-2844-1 (Edizione commentata, conforme al testo della prima del 1898).
- Senilità, a cura di Renzo Rabboni, 2 voll., Edizione nazionale dell'opera omnia di Italo Svevo, Roma, Edizioni di storia e letteratura, 2015-2016, ISBN 978-88-6372-914-6 (Contiene le due redazioni del romanzo).